# العهد الإصلاحي السعودي
يعني به المرحلة القصيرة والذهبية بالنسبة للمعارضين السعوديين في تعاملهم مع الحكومة السعودية والأسرة الملكية والتي أبدت خلالها نوايا في الإصلاح السياسي كمقدمة لتحول جذري في شكل الدولة للديمقراطية، لم تدم طويلا وتوفيت في مهدها

## في المعنى من العهد
على وزن ربيع دمشق الذي أطلق في الجمهورية العربية السورية على أعقاب وصول الرئيس بشار الأسد إلى السلطة في السابع عشر من يوليو العام 2000، والخطاب الذي ألقاه بعد التنصيب الرئاسي في الترحيب بالديمقراطية، والذي انتهى بعد ستة أشهر تقريبًا بعودة القمع والاعتقالات، فأن العهد الإصلاحي أطلق كذلك في المملكة العربية السعودية على أعقاب وصول الملك عبد الله بن عبد العزيز آل سعود للعرش وذلك اشتقاقا من وصفه المشهور: بالإصلاحي، في وسائل اعلام محلية وعالمية، والذي انتهى في العاشر من ديسمبر العام 2007 بعد اعتقال المدون السعودي فؤاد الفرحان، تلاه اعتقال الدكتور متروك الفالح في التاسع عشر من مايو العام 2008، لينتهي العهد الإصلاحي بعد عامين وربع عام بعودة القمع والاعتقالات والمحاكمات السياسية

## بداية العهد في روايات مختلفة
يطرح كثير من الكّتاب والمثقفين أن بداية العهد الإصلاحي في السعودية ترافق مع الخطاب الملكي في تولي الحكم، الذي قال فيه الملك: وأن يكون شغلي الشاغل إحقاق الحق وإرساء العدل وخدمة المواطنين كافة، ثم أتوجه إليكم طالباً منكم أن تشدوا أزري وأن تعينوني على حمل الأمانة وألا تبخلوا علي بالنصح والدعاء. في شبه تطابق تام مع ربيع دمشق، يطرح آخرون ذات الرواية وبإسناد مختلف أن العهد الإصلاحي في السعودية بدأ تحديدا بالعفو الملكي عن إصلاحيين سعوديين معتقلين المعروفة بـقضية الإصلاحيين الثلاثة وذلك في الثامن من أغسطس أي بعد أسبوع على تولي الملك عبد الله الحكم وفي أول جلسة وزراء له، ويأتي هذا التفسير وفق ما نتج عنه لقاء عدد من الإصلاحيين السعوديين مع الملك عبد الله بن عبد العزيز - ولي العهد حينذاك- العام 2003، بعد إصدارهم البيان الأول الشهير: عريضة الرؤية، والذي يروي فيه الإصلاحي السعودي المعروف: عبد الله الحامد، على لسان الملك حينها أنه قال لهم: رؤيتكم مشروعي واعتبركم جنودي. وأنهم استبشروا العهد الإصلاحي بعد توليه الحكم
وفي رواية مختلفة تمامًا عن الأولى، يطرح آخرون أن العهد الإصلاحي في السعودية بدأ بالدقة منذ انطلاق صحيفة الوطن السعودية في العام 2000، والتي كانت من أشهر الصحف السعودية جرأة على المستويين الفكري الثقافي والديني، والتي تسببت جرأتها هذه في تعاقب رؤساء تحرير عليها بشكل غير مسبوق في الصحافة السعودية المستقرة دون أي تغييرات إدارية فيها واستقالات واعفاءات لرؤساء تحريرها لمدد طويلة جدًا، وفي هذه الرواية يطرح آخرون ذات الإسناد السابق بشكل أن وإن أتفقوا في تقدم انطلاق العهد الإصلاحي عن تولي الملك عبد الله للحكم إلا أنه ولمدة أربع سنوات لم يتفعل العهد بشكل أقوى وحقيقي إلا بعد توليه الحكم، مرجحين البُعد السياسي في المسألة كالعفو الملكي عن المعتقلين كتعريف دقيق لماهية الإصلاح تجاوزا على البعدين الفكري الثقافي والديني، مع تشكيك في منطقية وصحة الرواية خصوصا وأن في العام 2003 ومابعد الضربات الإرهابية في الرياض كان القمع للإصلاحيين باسم محاربة الإرهاب فعالًا، متمثلا في أحد أشكاله بـقضية الإصلاحيين الثلاثة
ومع سريان التشكيك الأخير هنا، فأن فريق ثالث يجنح بتفسيره لبداية العهد أنه أنطلق كجزء من مما أنتج من اثار تبعات الضغوط العالمية والأميركية خصوصا على الدولة السعودية ما بعد الحدث الشهير: ضربات الحادي عشر من سبتمبر للبرجين في أميركا، الضغوط التي كانت تشتهر بمطالبات مثل تعديل المناهج الدراسية السعودية الدينية على أثر الاتهام والزعم بأنها الأساس الأول في تصدير الفكر الإسلامي المتطرف، والسماح بالمزيد من الحريات الاجتماعية ورفع الكبت، وتعديل نظام هيئة الأمر بالمعروف والأمر بالمنكر، ومحاصرة الجمعيات الخيرية بتهمة تمويلها للحركات المتطرفة. ويخالف هذا الفريق بتفسيره لبداية العهد لأصحاب الرواية الأولى في انها ليست نتيجة لتدافع اجتماعي داخلي محلي بل بضغوط عالمية دولية وتسبق روايتهم بثلاث سنوات، ويخالفون فيها أيضا أصحاب الرواية الثانية لبداية العهد في انها انطلقت من لحظة تدشين صحيفة الوطن السعودية واشتهارها في النشاط النقدي الفكري الديني، وإن كان تفسيرهم متأخر عن هذه الرواية بعام، إلا أنهم يفسرون روايتهم امامها بأن الصحيفة صدر عددها الأول في الأول من أكتوبر للعام 2000، أي قبل تفسيرهم بضربات سبتمبر 2001 بعام إلا شهر واحد فقط، وأن الصحيفة بأقلامها النقدية لم تكتسب هذا الفعل في ذاته إلا بعد الضربات وخلال العام القصير قبل الضربات لم يكن من ثمة شيء يذكر بخلاف عن باقي الصحف، مستدلين بالنقد الصحفي فيها على ذات المطالبات العالمية الدولية السابقة.

## أحداث العهد
أعن الملك عبد الله بن عبد العزيز آل سعود في شهر اغسطس من عام 2003 عندما كان ولياً للعهد عن انطلاق الحوار الوطني السعودي 2003  ، و في عام 2005 اجريت أول انتخابات عامة في السعودية على مستوى المجالس البلدية السعودية 

## مرحلة ما بعد العهد الإصلاحي
عادت السعودية إلى القمع والاعتقالات والمحاكمات السياسية التي كانت قائمة ما قبل بداية العهد في زمن حكم الملك فهد، ويشير عدد من الكّتاب والمثقفين إلى أنها لم تعود لذلك الزمن وحسب بل وأشد بعد صعود الأمير نايف لولاية العهد سابقا والمعروف بمنهجه الأمني الشديد، والذي يصرح علانية في أحد اللقاءات الصحفية بعدم الحاجة للانتخابات والديمقراطية، قائلا: طريقة التعيين في الشورى أفضل من الانتخاب، فهي تأتي بالأفضل كما لو كان الحال انتخابا.
فأتسمت هذه المرحلة بالشدة والقسوة الأمنية، المتمثلة في غير الاعتقالات، بالتضييق على نشطاء حقوق الإنسان والمعارضين المطالبين بالإصلاح وتعريضهم لمحاكمات سياسية لا تتسم بأي إستقلالية في القضاء وسلامة في سير عدالتها، كالمحاكمة القائمة حتى اللحظة في حق مؤسسي جمعية الحقوق المدنية والسياسية في السعودية والتي يتوقع أن يصدر فيها حكم قضائي في الرابع والعشرين من نوفمبر قبيل نهاية العام 2012.

## أسباب نهاية العهد
ثمة اختلاف أيضا في إسناد الأسباب كما هو الحال في مسألة روايات بداية العهد، ومن أشهر هذه الروايات والتي تكتسب دعم غالبية من الكّتاب والمثقفين، وحتى أن لها صدى في الأوساط السياسية السعودية ومن داخل المؤسسة الحاكمة، ومراكز الأبحاث السياسية العالمية، أن السبب يعود في صراع سياسي ما بين قطبين في داخل الأسرة السعودية الحاكمة، قطب الأمير نايف ولي العهد السابق، وهو المعارض للتغيير والإصلاح والداعم للمحافظين، وقطب الملك عبد الله، المؤيد للتغيير والإصلاح والداعم للإصلاحيين عموما والليبراليين خصوصا. والذي انتهى في صالح القطب الأول بحكم سيطرته الأمنية ممثلة بترأس الأمير نايف سابقا لوزارة الداخلية السعودية وإصداره أوامر اعتقال بحق المدون السعودي فؤاد الفرحان والذي يعد أول اعتقال سياسي بعد حكم الملك عبد الله، كذلك الدكتور السعودي متروك الفالح وما تبع ذلك من اعتقالات مختلفة وتضييق على نشطاء حقوق الإنسان ودعاة الإصلاح والمحاكمات السياسية، ويدعمون أصحاب هذا التفسير، روايتهم، باستقالة الأمير طلال بن عبد العزيز من هيئة البيعة. بعد شهر من وفاة الأمير سلطان ولي العهد السابق واختيار أخيه الأمير نايف وليا للعهد، تعبيرا عن رفضه واحتجاجه على هذا الاختيار الذي يعبر كذلك عن الانهزام سابقا للقطب الإًصلاحي في تنامي قوة القطب المحافظ وتصاعدها أكثر مما كانت عليه قبل
ويرفض فريق آخر هذا التفسير والسبب، في قولهم أنهم يتفقون حول حقيقة الصراع إلا أنه في أصله يتمحور حول السلطة والنفوذ وأن مسألة مثل (المحافظة / الإصلاح) ليست إلا غطاء إستقطابي للحشد والتعبئة لصالح حقيقة السلطة والنفوذ المتمثلة خلفها، مقدمين تفسيرهم أن السبب الحقيقي هو رفض الأسرة الملكية السعودية ذاتها رأسا من الملك أي تغيير إصلاحي ديمقراطي حقيقي، وهم يدعمون هذا التفسير وفي تطورات متلاحقة وخصوصا الخطاب الملكي الذي أذيع ظهر الثامن عشر من مارس العام 2011 في رده على الدعوة للاحتجاجات في السعودية للمطالبة بالديمقراطية والإصلاح والثورة في سبيل ذلك الحادي عشر من مارس العام ذاته، الذي قال فيه الملك: ولا انسى شكر مفكري الأمة وكتابها الذين كانوا سهاما في نحور أعداء الدين والوطن والأمة. ليكون هذا الخطاب وهذه الكلمة أكثر حقيقة في الإفصاح عن حقيقة الصراع وهي تعبر عن رفض دعوات الاحتجاج ومطالبهم بوصفهم أعداء وشكر الكتاب على معارضتهم، خصوصا وأن هذا الشكر الملكي يعني الهجمات الصحفية ضد هذه الدعوة ومطالباتها، كالهجمة الصحفية التي تلت الخطاب الملكي بشهور ضد أحد البيانات الإصلاحية حول أحداث القطيف.